# Джирит
Джирит (на турски: Cirit, известен още като чавган, Çavgan) е традиционен турски отборен конен спорт, в който целта е да се улучи противниковият отбор с дървени копия и така да се печелят точки.
Развит е от тюркските народи в Централна Азия като церемониална и спортна игра и е внесен в Анадола по време на западното преселение през 11 век. През османския период джиритът става много популярен и е широко разпространен в териториите на империята.